# Miroslav Klose
Miroslav Josef Klose (em polonês: Mirosław Marian Klose) (Opole, 9 de junho de 1978) é um treinador e ex-futebolista polonês naturalizado alemão que atuava como centroavante. Atualmente é técnico do Nuremberg.
Detém o recorde de maior artilheiro da história das Copas do Mundo FIFA na categoria masculina, com 16 gols marcados em quatro edições disputadas: 2002, 2006, 2010 e 2014.
Atuou pela Seleção Alemã de 2001 até 2014, sendo o artilheiro da Copa do Mundo FIFA de 2006, com cinco gols marcados, recebendo assim o prêmio Chuteira de Ouro concedido pela FIFA ao artilheiro do torneio. Também marcou cinco vezes na Copa do Mundo FIFA de 2002, quando tornou-se conhecido por seus gols de cabeça e seu modo de comemorar saltando em um mortal frontal. Balançou as redes mais quatro vezes na edição de 2010, realizada na África do Sul. Em 2014, no mundial realizado no Brasil, além de marcar mais dois gols, sagrou-se campeão mundial.
O atacante é também um dos sete jogadores a terem conquistado três diferentes medalhas (de ouro, de prata e de bronze) em Copas do Mundo FIFA.

## Carreira

### Início e Homburg e Kaiserslaustern
Klose nasceu em Opole, cidade de grande minoria de alemães étnicos, na Alta Silésia, Polônia. Seu pai, Josef, era um jogador profissional que jogava na equipe do Odra Opole, da própria cidade, antes de transferir-se para o AJ Auxerre, equipe da primeira divisão francesa. 
Quando tinha oito anos, Klose e seus familiares chegaram, como imigrantes, em Kusel, cidade da Renânia-Palatinado, na Alemanha. Por ter ascendência germânica, Klose conseguiu obter a nacionalidade alemã, frequentou a escola e chegou a cursar Carpintaria, abandonando os estudos aos 19 anos para se dedicar profissionalmente ao futebol. Klose começou a jogar futebol no Homburg, onde jogou apenas uma temporada como profissional, depois transferiu-se para o Kaiserslautern, onde ficou até 2004. Atualmente está aposentado.

### Werder Bremen
Dois anos após ter feito uma boa Copa do Mundo de 2002, a sua carreira estava em recessão, até que foi contratado pelo Werder Bremen após a conquista da Bundesliga para substituir o brasileiro Aílton.

Apesar das numerosas lesões que sofreu na sua chegada ao Weserstadion, Klose tornou-se um dos principais jogadores da equipe. Na primeira temporada, marcou 15 vezes. Na temporada seguinte, foi artilheiro do campeonato, com 25 gols em 26 jogos, o que lhe levou a ser convocado para jogar pela Seleção Alemã na Copa do Mundo de 2006. Após ser artilheiro da Copa, continuou mais uma temporada em Bremen, deixando o clube para assinar com o poderoso Bayern de Munique. Um dos fatores de sua saída teriam sido desavenças com o colega Torsten Frings.

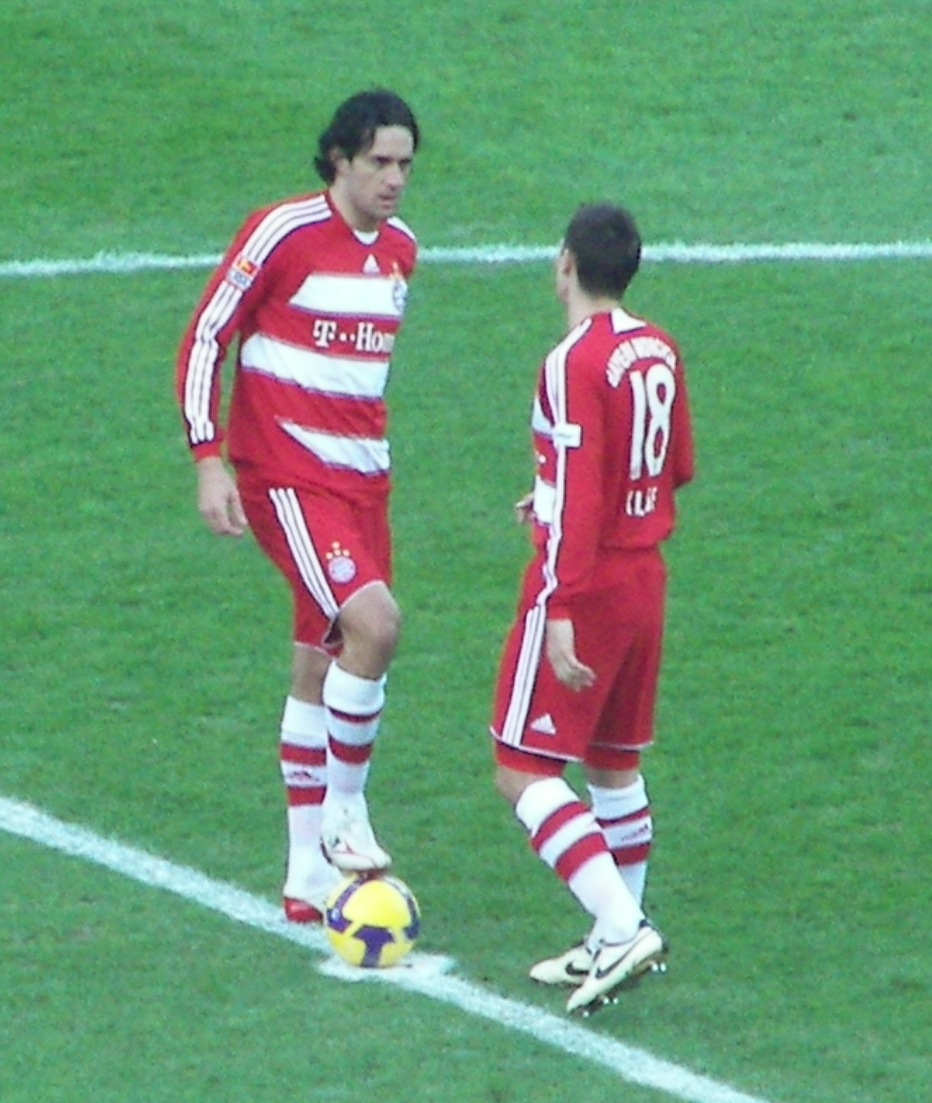
À direita, com seu colega Luca Toni, no Bayern de Munique.

### Bayern de Munique
Seu debute pelo clube bávaro foi justamente contra o Werder, pela Copa da Liga Alemã de 2007, com seu ex-clube sendo goleado por 4–1. Ambos clubes também disputariam o título do Campeonato Alemão, com o clube de Munique sendo campeão com vantagem de dez pontos. Klose porém não conseguiu a artilharia, obtida por seu colega Luca Toni. Em sua primeira temporada, Klose também conquistou a Copa da Alemanha. O único título perdido foi o da Copa da UEFA (a equipe não se classificou para a Liga dos Campeões na temporada anterior), com a equipe parada nas semifinais para os futuros campeões do Zenit São Petersburgo. Na temporada seguinte seu clube não conquistou títulos: no campeonato alemão, terminou em segundo lugar por dois pontos de diferença para o Wolfsburg; o time caiu na Copa da Alemanha ainda nas quartas-de-final, frente ao Bayer Leverkusen; igualmente nas quartas foi eliminado na Liga dos Campeões, contra o eventual campeão Barcelona. Em 2009-10, a equipe foi campeã da Copa e da Liga alemã, e ainda chegou à final da Liga dos Campeões da UEFA de 2009-10 onde perdeu o titulo para o Inter de Milão. Reserva na maior parte da temporada, Klose marcou apenas 6 gols pelo clube em 38 partidas. Após o final da temporada 2010-11, Klose confirmou a saída do Bayern de Munique para poder ter mais oportunidades de jogar regularmente.

### Lazio
Sem conseguir chegar a um acordo de renovação de contrato com o Bayern de Munique, Klose assinou um contrato com duração de 2 anos com a Lazio.
No dia 9 de Setembro de 2011, Klose fez sua estreia em um jogo oficial pela Lazio contra o Milan tendo marcado aos 12 minutos da etapa inicial, mas isso não impediu que a equipe levasse o empate. A partida terminou em 2–2.

## Seleção Alemã

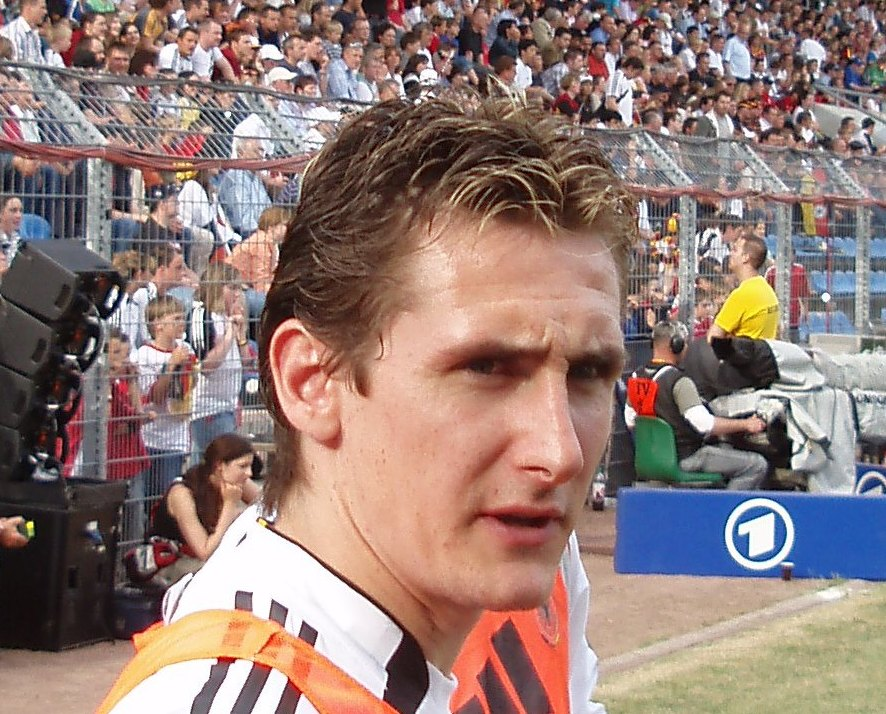
Pela Seleção Alemã na Copa do Mundo de 2006, na qual foi artilheiro.

Estreou pela equipe principal da Alemanha no dia 24 de março de 2001, marcando o gol da vitória contra a Albânia. Völler convocou-o para a seleção na Copa do Mundo de 2002.
Na competição, Klose deu-se a conhecer ao grande público, alcançando a Bola de Prata como segundo melhor marcador da Copa. Marcou cinco vezes, todas na primeira fase do mundial: três na estreia, na goleada de 8–0 sobre a Arábia Saudita; um no empate em 1–1 contra a Irlanda, e outro na vitória por 2–0 sobre Camarões. Klose acabou tendo seu rendimento no decorrer do torneio atrapalhado por uma lesão, não marcando mais. Na final, acabaria substituído pelo próprio Bierhoff durante a partida.
Foi à Eurocopa 2004 com o voto de confiança de Völler, que o lançara na Seleção. A Mannschaft, entretanto, foi eliminada ainda na primeira fase do torneio. Passou o ano todo de 2005 sem marcar pela Seleção, não indo à Copa das Confederações do ano por uma lesão. Em seu retorno, na Copa do Mundo de 2006, Klose marcou dois gols, um com cada pé, contra a seleção de Costa Rica. A partida seguinte foi contra seu país-natal, a Polônia, na qual não fez gols (a partida terminou 1–0 para a Alemanha), mas voltou a marcar gols na terceira partida da fase de grupos, contra o Equador, um em chute cruzado e outro em penetração com um drible no goleiro.
Nas oitavas-de-final, contra a Suécia, novamente não marcou, mas deu passe para os 2 gols de seu colega de ataque Lukas Podolski, polonês como ele, e com quem inclusive desenvolveu o costume de conversar em polonês nas partidas. Nas quartas-de-final, Klose voltou a marcar um gol de cabeça, empatando a partida em 1–1 contra a Argentina a dez minutos do final. Seria seu último tento na Copa, o suficiente para deixá-lo na artilharia isolada. Sua equipe seria eliminada nas semifinais pela Itália, que conquistaria o título sobre a França. Já a Alemanha derrotou Portugal na disputa pelo 3° lugar.
Na Eurocopa 2008, voltou a enfrentar, vencer e eliminar na segunda partida a Polônia, novamente não marcando contra ela. Somente fez gols na segunda fase do torneio, nas vitórias por 3–2 sobre Portugal (nas quartas) e Turquia (nas semifinais). Em sua segunda final pela Alemanha, novamente não marcou gols e foi substituído durante a partida por Mario Gómez. A Alemanha perdeu a partida para a Espanha por 1–0.
Klose foi convocado por Joachim Löw para a Copa do Mundo de 2010 onde o jogador veio com o intuito de ser o maior artilheiro de todas as Copas, Klose precisaria de 5 gols para igualar Ronaldo e 6 para ultrapassar o "fenômeno". Porém ficou há um tento de alcançar Ronaldo. Na partida de estreia contra a Austrália ele marcou o segundo gol da Alemanha na vitória por 4–0, aquele era seu primeiro gol na competição. Klose só voltaria a marcar nas oitavas de final, contra a Inglaterra, na goleada de 4–1. Seu dois últimos gols foram na sua centésima partida com a camisa da Alemanha, contra a Argentina, em nova goleada: 4–0. Na semifinal sua seleção foi derrotada novamente pela Espanha por 1–0, que em seguida derrotou a Holanda na final e ficou com o título. Essa foi a segunda Copa do Mundo seguida em que a Alemanha fora eliminada nas semifinais. Klose não disputou o terceiro lugar por causa de uma gripe. A Alemanha venceu o Uruguai por 3–2 e ficou com o bronze na Copa.
Foi convocado para disputar a Copa do Mundo FIFA de 2014.

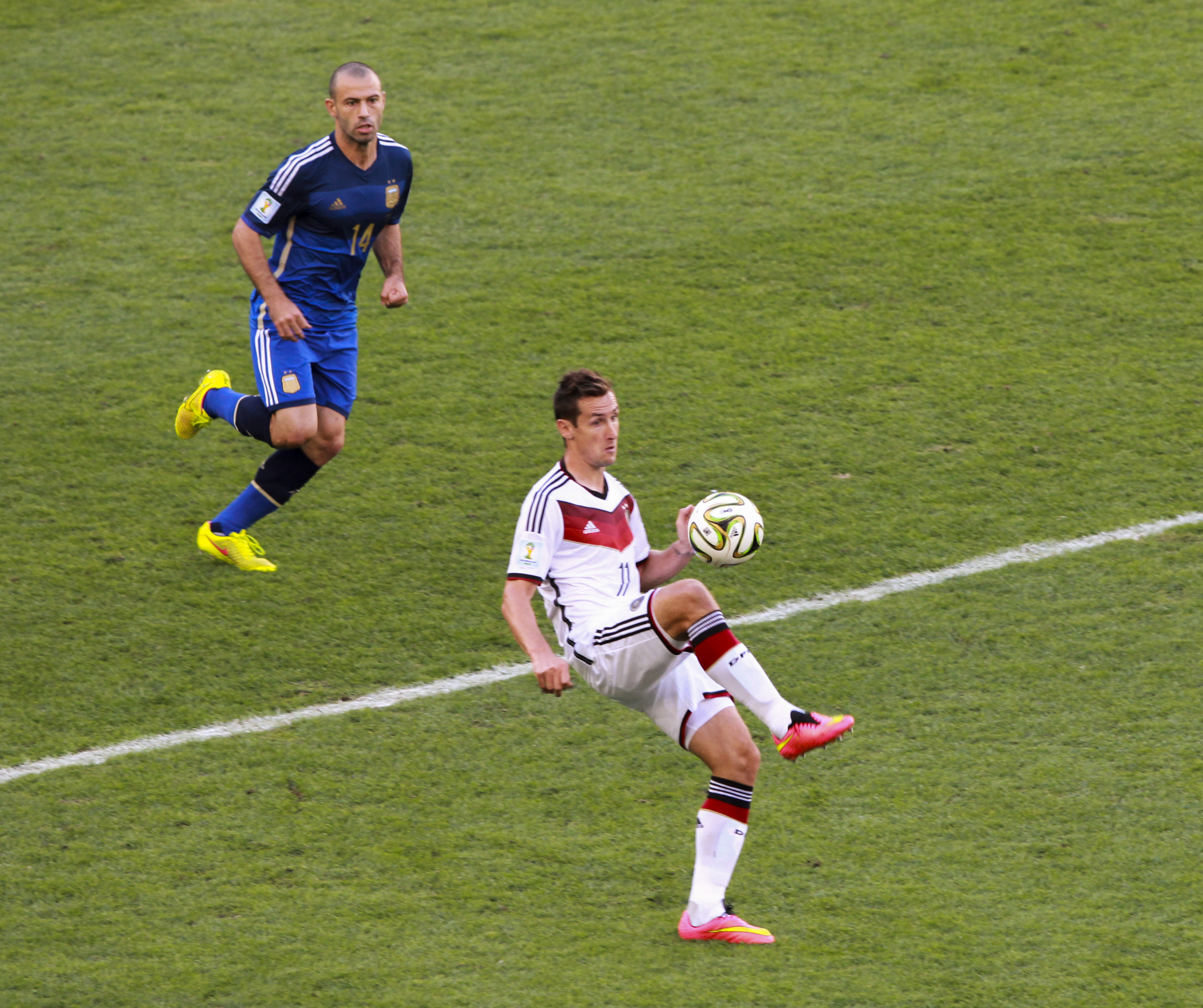
Klose jogando a grande final da Copa de 2014.

No dia 06 de junho de  2014, no último amistoso que fez antes da Copa do Mundo de 2014, contra a Seleção da Armênia, ele fez o gol de número 69 com a camisa alemã, se tornando assim, o maior artilheiro história da Seleção Alemã (superando a marca de 68 gols de seu antecessor, Gerd Müller).
Na Copa do Mundo de 2014, diante da Seleção Ganesa, Klose entrou no segundo tempo e no primeiro toque na bola igualou o placar em 2–2, tornando-se o maior artilheiro de todas as copas ao lado de Ronaldo.
No dia 08 de julho de 2014, Klose se tornou o maior artilheiro de todas as Copas do Mundo com dezesseis gols, marcando o segundo da Alemanha na vitória de 7–1 sobre o Brasil, jogo que se tornaria conhecido por ser a maior derrota da seleção Brasileira em mais de 100 anos de história, pelas semifinais da Copa de 2014.
Com a conquista do título na Copa do Mundo de 2014, Klose junto com a seleção atingiu a marca de 4 pódios consecutivos de Copas do Mundo, obtendo assim 4 medalhas:
- 2002 - Medalha de Prata
- 2006 - Medalha de Bronze
- 2010 - Medalha de Bronze
- 2014 - Medalha de Ouro (Campeão)

Maior artilheiro das Copas, depois de bater o recorde de Ronaldo, Klose anunciou nesta segunda-feira, 11 de agosto de 2014, sua aposentadoria da seleção da Alemanha. "Com o título no Brasil, realizei um sonho de infância. Estou orgulhoso e feliz por ter sido capaz de dar esse sucesso ao futebol alemão. Foi um momento único e maravilhoso em meio a muitos momentos memoráveis na seleção nacional", disse Klose, ao site da Federação Alemã de Futebol. Klose encerra a carreira na seleção como o segundo jogador que mais vestiu a camisa alemã, com 137 partidas (71 gols), ficando atrás apenas de Lothar Matthäus e seus 150 jogos com a equipe nacional.

### Aposentadoria
No dia 1 de novembro de 2016, a Federação Alemã de Futebol confirmou que Klose encerrou sua carreira como jogador. O maior goleador da história da Copas irá fazer parte da comissão técnica da seleção alemã, e também irá ingressar em um programa de formação para se tornar técnico.

## Estatísticas
Até 8 de julho de 2014.

### Seleção Alemã
| Ano   |       |      |
| Ano   | Jogos | Gols |
| ----- | ----- | ---- |
| 2001  | 7     | 2    |
| 2002  | 17    | 12   |
| 2003  | 10    | 1    |
| 2004  | 11    | 5    |
| 2005  | 5     | 0    |
| 2006  | 17    | 13   |
| 2007  | 5     | 3    |
| 2008  | 15    | 8    |
| 2009  | 6     | 4    |
| 2010  | 12    | 10   |
| 2011  | 8     | 5    |
| 2012  | 13    | 4    |
| 2013  | 4     | 1    |
| 2014  | 6     | 3    |
| Total | 136   | 71   |

#### Gols em Copa do Mundo
Klose atualmente possui 16 gols em Copas do Mundo, e ultrapassa o antigo maior artilheiro da história das Copas do Mundo, o brasileiro Ronaldo, com 15 gols. Ele alcançou essa meta quando foi escalado no jogo contra o Brasil na Copa do mundo da Fifa do Brasil. Independentemente da quebra de recorde, Klose, por sua vez, afirmou que tem o desejo de ajudar os compatriotas a levantar a taça, quebrando, assim, um tabu de 24 anos. Na tabela abaixo, confira todos os gols de Klose em Copas do Mundo, depois de Ronaldo:
| 2002 – 5 (cinco gols)                  | 2006 – 5 (cinco gols)                   | 2010 – 4 (quatro gols)            | 2014 – 2 (dois gols)         |
| -------------------------------------- | --------------------------------------- | --------------------------------- | ---------------------------- |
| Alemanha 8 – 0 Arábia Saudita 3 (três) | Alemanha 4 – 2 Costa Rica 2 (dois)      | Alemanha 4 – 0 Austrália 1 (um)   | Alemanha 2 – 2 Gana 1 (um)   |
| Alemanha 1 – 1 Irlanda 1 (um)          | Alemanha 3 – 0 Equador 2 (dois)         | Alemanha 4 – 1 Inglaterra 1 (um)  | Alemanha 7 – 1 Brasil 1 (um) |
| Alemanha 2 – 0 Camarões 1 (um)         | Alemanha 1 (4) – (2) 1 Argentina 1 (um) | Alemanha 4 – 0 Argentina 2 (dois) |                              |

- Terminou artilheiro daquela competição
- Gols de Klose em negrito

## Títulos
Werder Bremen
- Copa da Liga Alemã: 2006

Bayern de Munique
- Copa da Liga Alemã: 2007
- Copa da Alemanha: 2007–08 e 2009–10
- Bundesliga: 2007–08 e 2009–10
- Copa Audi: 2009
- Supercopa da Alemanha: 2010

Lazio
- Copa da Itália: 2012–13

Seleção Alemã
- Copa do Mundo FIFA: 2014

### Prêmios individuais
- Chuteira de Prata da Copa do Mundo FIFA: 2002
- Chuteira de Ouro da Copa do Mundo FIFA: 2006
- Seleção da Copa do Mundo FIFA: 2002, 2006
- Futebolista Alemão do Ano: 2006
- Jogador da Temporada da Bundesliga: 2005–06
- Equipe ideal da Bundesliga pela Kicker: 2004–05 e 2005–06

### Artilharias
- Bundesliga de 2005–06 (25 gols)
- Copa do Mundo FIFA de 2006 (5 gols)

### Recordes
- Maior artilheiro da Copa do Mundo FIFA (categoria masculina): 16 gols em 24 jogos
- Maior artilheiro da Seleção Alemã: 71 gols em 137 jogos